# Lassen met beklede elektrode

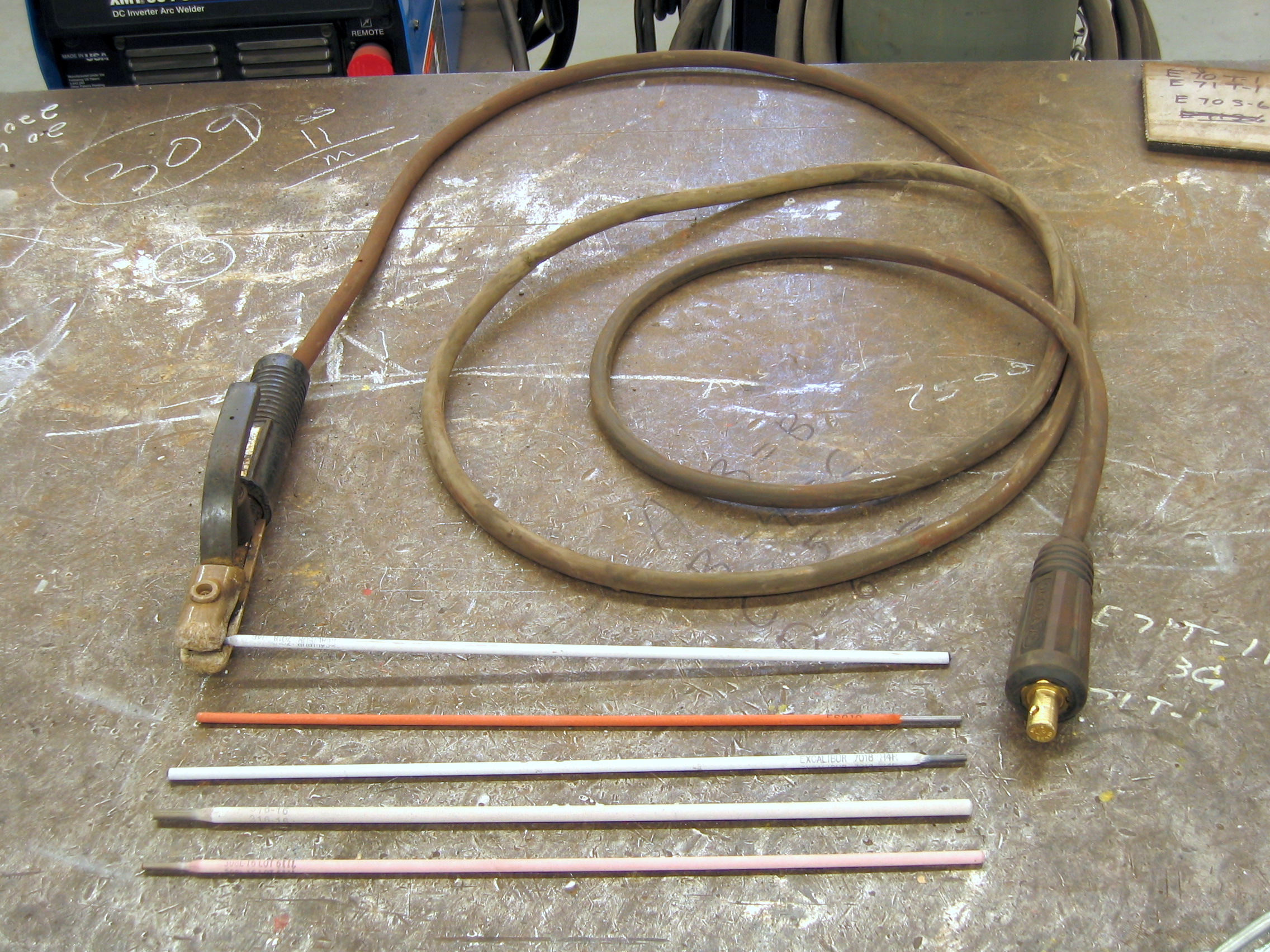
Laselektroden in verschillende soorten en dikten

(Boog)lassen met beklede elektrode: BMBE wordt in de volksmond ook wel 'elektrisch lassen' genoemd. Die term kan echter beter worden vermeden, omdat er vele andere elektrische lasprocessen bestaan. In Vlaanderen wordt ook de uitdrukking "lassen met de baguette" gebruikt. De Engelstalige afkorting SMAW (van Shielded Metal Arc Welding) heeft ook zijn weg gevonden in de Nederlandstalige literatuur ten gevolge van de Amerikaanse normering ASTM en ASME.

## Kenmerken
Booglassen met beklede elektrode is een lasprocedé dat behoort tot het elektrisch booglassen. Hierbij wordt een afsmeltende elektrode gebruikt. Er wordt geen toegevoegd beschermgas gebruikt, omdat dat wordt gevormd uit de bekleding van de elektrode.
Bij BMBE wordt een constante stroom gebruikt (een zg. vallende of verticale stroombronkarakteristiek), in tegenstelling tot MIG/MAG-lassen, waar een constante spanning wordt gebruikt (een vlakke of horizontale stroombronkarakteristiek).

## Proces

1. bekleding; 2. elektrode; 3. beschermgas; 4. smeltbad; 5. werkstuk; 6. lasrups; 7. slak

Bij booglassen met beklede elektrode wordt een elektrische boog getrokken tussen het werkstuk en de elektrode. Deze boog zorgt voor de warmte die nodig is om het werkstuk en de elektrode te laten smelten. De elektrode bestaat uit een metalen kerndraad en een bekleding. De kerndraad geleidt de stroom en dient tevens als toevoegmateriaal. Als de boog ontstoken is zullen de kerndraad en de bekleding gaan smelten. Door de stoffen die in de bekleding zijn toegevoegd komen er gassen vrij die helpen de boog in stand te houden en die het vloeibare materiaal beschermen tegen de invloeden van de buitenomgeving. Ook vormt er zich uit de bekleding een slak die over de uiteindelijke las heen zit en daardoor tijdens het afkoelen ook dient voor bescherming tegen de invloeden van de buitenomgeving. Verder kan de bekleding extra legeringselementen bevatten, ijzerpoeder om het rendement van de las te verhogen en gemakkelijk te ioniseren stoffen zodat de boog stabieler wordt.
Voor de te gebruiken stroom geldt de vuistregel van 40 ampère per mm elektrodedikte. Voor een elektrode van 3 mm kiest men dus een stroom van 120 A.

## Types elektrodebekleding
Er zijn drie hoofdgroepen elektrodebekleding:
- Rutiel, met een hoog gehalte aan siliciumdioxide (SiO2) en titanium(IV)oxide (TiO2). Dit lastype wordt het meest toegepast omdat de elektroden in veel diktes en met verschillende eigenschappen te verkrijgen zijn. De lasboog is relatief zacht en er worden minder spatten gegenereerd. De snelheid waarmee het materiaal stolt wordt voornamelijk bepaald door de verhoudingen tussen de additieven die aan de bekleding zijn toegevoegd. Het is hiermee mogelijk in alle posities te lassen. De elektrode ontsteekt gemakkelijk en het lasmetaal vloeit goed aan aan de te verbinden delen. Het zorgt voor lassen met goede mechanische sterkte, ook qua vermoeiing. Sommige dikke, snel stollende elektroden bevatten relatief veel mangaan zodat de werkruimten goed geventileerd moeten worden om een mangaanvergiftiging bij de lassers te voorkomen.
- Basisch, met een hoog gehalte aan krijt (calciumcarbonaat) en fluoriet (calciumfluoride, vloeispaat). Dit zorgt voor een zuiver schoon lasbad en een las met zeer laag waterstofgehalte, waardoor de las een zeer hoge kerftaaiheid krijgt. Vergeleken met de rutielelektrode is de lasbaarheid minder goed: het geeft een grove las en de slak is minder eenvoudig te verwijderen.
- Cellulose (houtmeel), met een hoog gehalte aan cellulose in de bekleding. Dit zorgt weliswaar voor veel rook en spatten tijdens het lassen, maar het lassen gaat snel, er kan in alle posities gelast worden, het is mogelijk om relatief grote openingen te overbruggen en de las is relatief diep en ongevoelig voor corrosie. Een nadeel is wel het hoge waterstofgehalte, waardoor er een risico is op koudscheuren.

Daarnaast is er een heel scala aan elektroden verkrijgbaar voor gespecialiseerde materialen en toepassingen. Maar in de praktijk zullen de meeste lassers die niet tegenkomen.
Doordat elk type bekleding zijn eigen voordelen heeft, zal duidelijk zijn dat fabrikanten zoeken naar optimale combinaties van deze typen bekleding.

## Toepassingen
Booglassen met beklede elektrode is een veel gebruikte vorm van lassen. Dit omdat het enorm veelzijdig is door de vele soorten elektrodes die verkrijgbaar zijn. Het is een geliefde lasmethode bij doe-het-zelvers, maar wordt ook veel professioneel gebruikt voor kleine maatwerk-klusjes. Voor bedrijven is het echter minder rendabel dan bv. MIG-lassen omdat de slak steeds weggebikt moet worden en dat kost tijd.
Deze lasmethode is de meest gebruikte methode om onderwater te lassen. Daarbij worden waterbestendige elektroden gebruikt.
Omdat elektroden vaak vervangen moeten worden en de afstand tussen werkstuk en afsmeltende elektrode gelijk gehouden moet worden, wordt lassen met beklede elektrode in de regel handmatig uitgevoerd. Toch is het ook mogelijk om dit geautomatiseerd te doen. Daarbij worden langere elektroden gebruikt en wordt de lastang waarin de elektrode ingeklemd is, mechanisch langs een geleider voortbewogen. Dit lasproces wordt ook wel zwaartekrachtlassen genoemd. Het wordt maar zelden toegepast.

## Voor- en nadelen

### Voordelen
- Goedkope apparatuur, algemeen verkrijgbaar.
- Vrij compacte en lichte apparatuur, omdat er geen gasflessen of rollen toevoegdraad gebruikt worden.
- Relatief eenvoudig te leren.
- Buiten met enige wind lassen is mogelijk.

### Nadelen
- Hoog stroomverbruik.
- Op de las blijft slak achter, die weggebikt moet worden.
- Serieus risico op insluitsels (slak).
- Bedrijfsmatig is het een relatief dure methode, omdat er steeds nieuwe elektroden moeten worden opgezet, er veel elektrode-materiaal overblijft en omdat er tijd nodig is om de slak weg te bikken.
- Het proces is niet eenvoudig te automatiseren.